# Sistema educativo de Panamá
El sistema educativo de Panamá se divide en dos subsistemas: 
- Subsistema regular
- Subsistema no regular

El subsistema regular es el principal sistema educativo de Panamá. Está diseñado para acoger a la población en general desde la infancia hasta la adultez. Cuenta con tres niveles a través los cuales las personas van avanzando de manera progresiva. Estos niveles son: 
- Educación Básica o primer nivel de enseñanza
- Educación Pre-Media y Media o segundo nivel de enseñanza
- Educación Superior o tercer nivel de enseñanza

El subsistema no regular está diseñado para acoger a individuos en distintas etapas de madurez que no pudieron iniciarse, que abandonaron o fueron retirados del subsistema regular y a aquellas personas que por sus condiciones físicas, sensoriales, mentales o sociales no pueden adaptarse o beneficiarse del mismo. En consecuencia, no cuenta con niveles secuenciales como el subsistema regular. Sin embargo, pueden distinguirse tres áreas de atención: Educación Inicial, Educación para Jóvenes y Adultos y Educación Especial.

## Educación Básica General o primer nivel de enseñanza

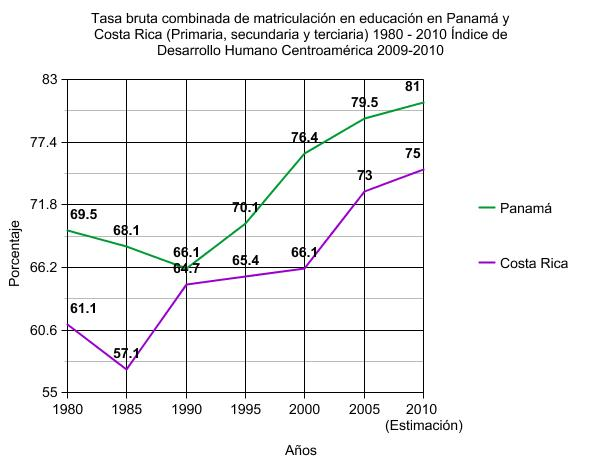
Tasa bruta combinada de matriculación en educación (Primaria, secundaria y terciaria) en Panamá y Costa Rica, basados en el índice de desarrollo humano Centroamérica 2009 - 2010.

La Educación Básica General o primer nivel de enseñanza comprende tres niveles que son de carácter gratuito y obligatorio.

### Nivel preescolar
El nivel preescolar o Parvulario 3 es la última etapa de la educación inicial y está dirigido a los niños de entre 4 y 5 años. Existen dos etapas de educación, el pre-kínder y el Kínder, ambas con una duración de 1 año cada una. 

### Educación primaria

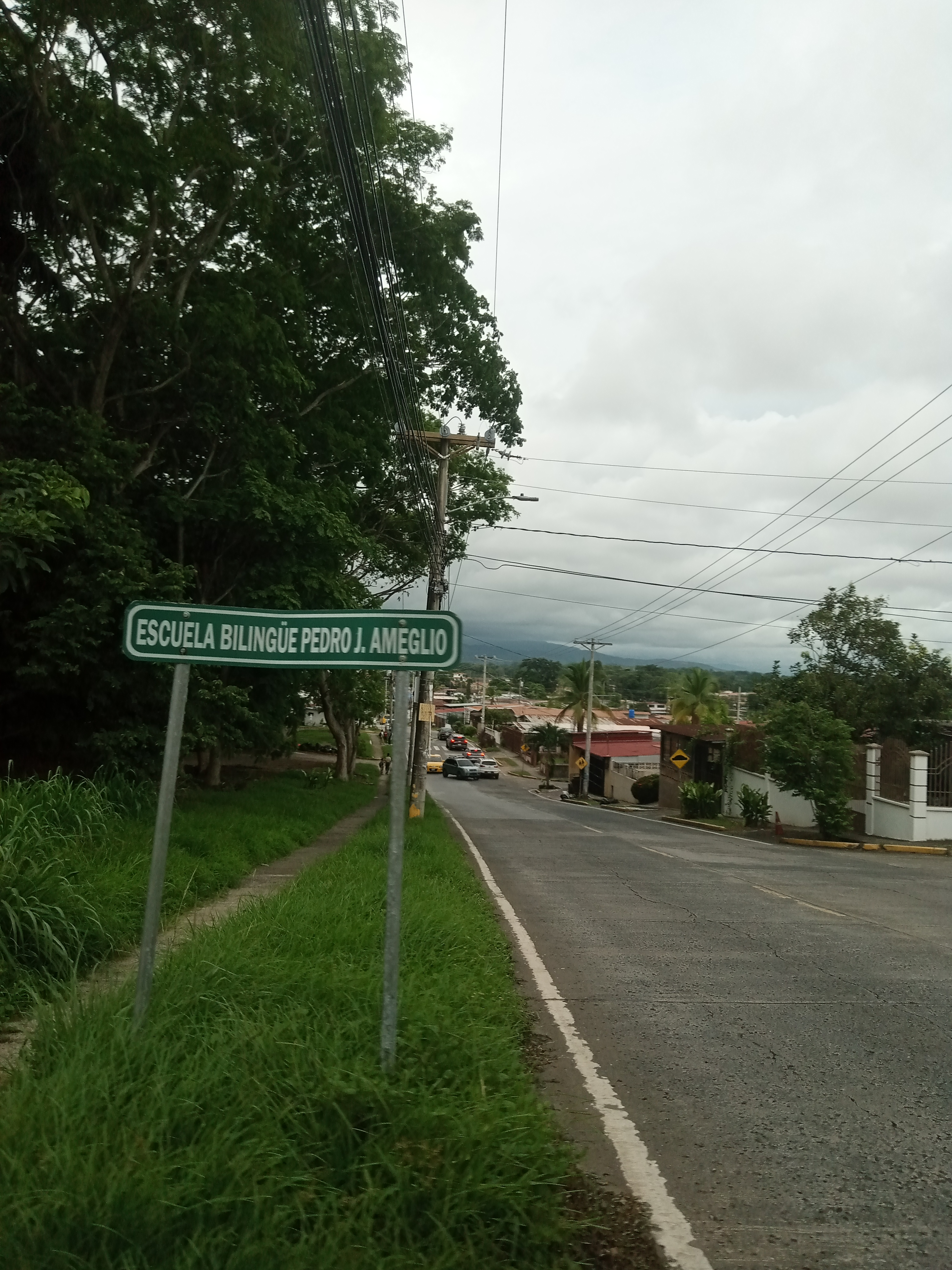
Cartel de entrada de la Escuela Bilingüe Pedro J. Ameglio.

El nivel de primaria, tiene una duración de 6 años y está dirigido a los alumnos de entre los 6 y 11 años. Se imparten materias básicas como Español, Inglés, Matemáticas, Ciencias Naturales, Ciencias Sociales, Artes, Música, Tecnología, Educación para el Hogar y Agricultura.

### Nivel Secundario o Pre-Media
El nivel pre-media consta de 3 años de duración, dirigido a los alumnos entre 12 y 15 años de edad. Al finalizar este nivel el alumno recibe el Certificado de Educación Básica General. El objetivo es favorecer que todos los alumnos 
de edad escolar alcancen, de acuerdo con sus potencialidades, el pleno desarrollo de sus capacidades, habilidades y destrezas para poder seguir su camino profesional o laboral. Las áreas de estudio son: Español, Geografía, Historia, Civismo, Ciencias, Tecnología, Mecanografía, Artes, Artes industriales, Música, Matemáticas, Nociones de Comercio y Contabilidad, Educación física, Agricultura e Inglés. 

## Educación Media o segundo nivel de enseñanza

### Nivel de Educación Media

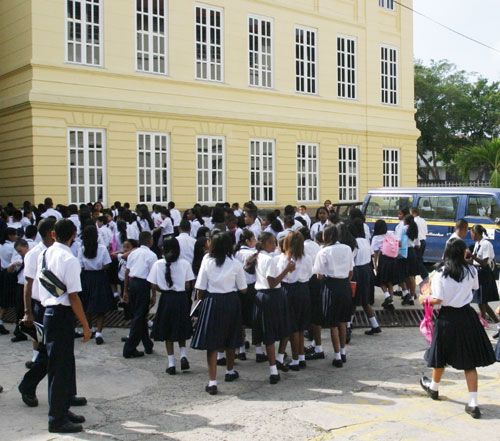
El Instituto Nacional de Panamá fue una de las primeras escuelas de educación medias fundadas.

El ciclo de Educación media o segundo nivel de enseñanza, también conocido como bachillerato, tiene una duración de 3 años y está dirigido a los alumnos de entre los 16 y 18 años. Al finalizar esta etapa el alumno recibe el Diploma de Bachiller en alguna de las siguientes modalidades:
- Bachillerato en Ciencias
- Bachillerato en Humanidades
- Bachillerato en Comercio
- Bachillerato en Tecnología Informática
- Bachillerato en Agropecuaria
- Bachillerato en Pedagogía
- Bachillerato en Contabilidad
- Bachillerato en Turismo
- Bachillerato Marítimo
- Bachillerato Industrial en Refrigeración y Climatización
- Bachillerato Industrial en Electricidad
- Bachillerato Industrial en Electrónica
- Bachillerato Industrial en Tecnología Mecánica
- Bachillerato Industrial en Construcción
- Bachillerato Industrial en Autotrónica
- Bachillerato en Servicio y Gestión Institucional
- Bachillerato en Educación en el Hogar
- Bachillerato en Artes

Objetivo: Orientar a los jóvenes de una manera más disciplinada y prepararlos para la etapa superior.

## Ministerio de Educación

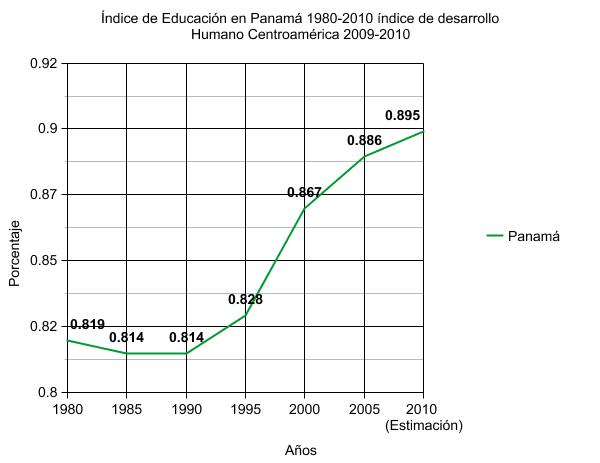
Índice de Educación en Panamá en Panamá, basados en el índice de desarrollo humano agropecuario Centroamérica 2009 - 2010.

Con la adopción de la Constitución de 2 de enero de 1941, sobrevinieron las transformaciones jurídicas y administrativas que permitieron la creación del Ministerio de Educación. La primera de ellas fue la adopción de la Constitución de 2 de enero de 1941, la cual introdujo el régimen de derechos sociales. En esta forma, el servicio de la educación nacional se consideró deber esencial del Estado y la educación de los indígenas, obligación imperativa. Se mantuvo el principio de la obligatoriedad de la educación primaria y la gratuidad de este nivel y de la normal, vocacional y secundaria. La Carta Magna de 1941 ordenó legislar en el sentido de facilitar a los panameños económicamente necesitados el acceso a todos los grados de la enseñanza, tomando como base únicamente la aptitud y la vocación. Por otra parte, la Constitución de 1941, suprimió las Secretarías y los Secretarios de Estado, característicos del sistema republicano de los Estados Unidos, y los sustituyó por Ministerios y Ministros de Estado, afines a los sistemas latinoamericanos.
La Educación pública está organizada por el Ministerio de Educación (MEDUCA).

## Educación Superior o tercer nivel de enseñanza

### Educación Superior
La educación superior en la República de Panamá se divide en 2 tipos: Superior Universitario y Superior no Universitario.
La Educación superior Universitaria se imparte en varias Universidades oficiales y particulares . 
Las universidades oficiales o estatales son entidades educativas autónomas del estado dedicadas al desarrollo humano y a la formación profesional de alta calidad a un costo accesible. Son las encargadas de fiscalizar que la educación profesional que se da en las universidades privadas cumpla con los más altos estándares de calidad, también son las encargadas de homologar los títulos obtenidos en las universidades de otros países.
Las Universidades Estatales de la República de Panamá son:
- Universidad de Panamá
- Universidad Autónoma de Chiriquí
- Universidad Tecnológica de Panamá
- Universidad Marítima Internacional de Panamá
- Universidad Especializada de las Américas

Las universidades privadas en la República de Panamá están debidamente acreditadas para ofrecer toda una gama de profesiones y son constantemente evaluadas para asegurar el más alto estándar y calidad de sus carreras:
Algunas Universidades Privadas son:
- Universidad Católica Santa María La Antigua
- Universidad Latina de Panamá
- Universidad del Istmo
- Universidad Hosanna" "UNIHOSANNA"
- Universidad de Santander ""USantander""
- Universidad Americana de Panamá
- Universidad Interamericana de Educación a Distancia
- Universidad Metropolitana de Educación Ciencia y Tecnología ""UMECIT""
- Universidad Interamericana de Panamá ""UIP""
- Universidad Cristiana de Panamá
- Quality Leadership University
- Columbus University
- ISAE Universidad
- INCAE University
- Florida State University
- Universidad del Arte GANEXA
- Universidad del Caribe

Por lo regular los estudios de licenciatura (estudios de grado) tienen una duración de 4 años, excepto en las carreras de ciencias exactas, de ciencias de la salud e ingenierías que duran 5 años y la carrera de medicina que dura 6 años. Los estudios de posgrado tienen una duración que varía dependiendo de la formación.
La educación superior no universitaria está conformada por "Institutos de Estudios Superiores" o "Centros de Enseñanza Superior" que brindan diplomados y formación técnica profesional del más alto nivel. 
Entre los Institutos Superiores estatales se encuentran:
- Instituto Nacional de Formación Profesional y Capacitación para el Desarrollo Humano (INADEH)
- Instituto Superior Policial Presidente Belisario Porras.
- Instituto Superior de Agricultura
- Instituto Superior de Formación Profesional Aeronáutica
- Instituto Bancario Internacional de Panamá
- Instituto Superior de Investigaciones Criminales y Ciencias Forenses
- Centro de Enseñanza Superior "Dr.Justo Arosemena" de la Policía Nacional de Panamá
- Academia Superior del Benemérito Cuerpo de Bomberos de Panamá
- Instituto Técnico Superior del Este

Entre los institutos superiores privados se encuentran
- Instituto Superior Politécnico de América
- Instituto Superior Tecnológico de Computación
- Instituto Superior de Microfinanzas
- Instituto Superior de Alta Cocina (ISAC)
- Instituto Superior de Ciencia y Tecnología
- Instituto Superior de Seguridad Especializada
- Instituto Superior The Panama Internacional Hotel School
- Instituto Superior de Comercio y Educación
- Instituto Superior de Educación y Formación Profesional
- Instituto Superior Latinoamericano de Administración y Tecnología Naval
- Instituto Superior Fly Corporation Aviation Training
- Instituto Técnico Superior de Cocina, S.A.
- Instituto Pedagógico Superior
- Instituto de Educación Cooperativa
- Instituto Nacional de Capacitación Profesional
- Centro de Enseñanza Superior en Administración y Seguridad
- Centro de Estudios ASSA
- Centro de Estudios Regionales de Panamá
- Centro de Estudios Superior
- Centro Técnico de Estudios Superiores
- Centro Tecnológico Superior de Panamá
- Albrook Flight Institute
- Instituto Superior Antequera
- Instituto Superior de Cultura Y Turismo

```
 
```

## Matrícula y escolaridad
El país cuenta con una tasa bruta de matrícula de 80,9% , lo que lo convierte en el líder de la región centroamericana.
El índice de educación de Panamá fue de 0,888 para 2007, el cual entra en la categoría de Alto, siendo uno de los más altos de Latinoamérica.
| Provincias     | Años de Escolaridad Promedio 2005 | Analfabetismo 2007 |
| -------------- | --------------------------------- | ------------------ |
| Bocas del Toro | 7,8                               | 10,6               |
| Coclé          | 8,5                               | 3,8                |
| Colón          | 10,2                              | 2,0                |
| Chiriquí       | 10,1                              | 5,3                |
| Darién         | 7,0                               | 18,5               |
| Herrera        | 8,6                               | 6,7                |
| Los Santos     | 8,6                               | 6,9                |
| Panamá         | 11,4                              | 1,8                |
| Veraguas       | 8,8                               | 10,6               |

## Año escolar
El año escolar de las escuelas oficiales o Públicas de Panamá inicia a finales del mes de febrero y termina en el mes de diciembre. Dividiéndose en 3 trimestres. En la mayoría de las escuelas particulares o privadas se sigue el mismo calendario que en las escuelas oficiales, excepto algunas que pueden seguir calendarios internacionales.

## Historia
La educación pública comenzó poco después de la Separación de Panamá de Colombia en 1903. Los primeros esfuerzos fueron dirigidos desde un punto de vista extremadamente paternalista de las metas de la educación, según lo evidenciado en los comentarios hechos en una reunión en 1913 de la Primera Asamblea Educativa Panameña, “El patrimonio cultural dado al niño se debe determinar por la posición social que él debe o deberá ocupar. Por esta razón la educación debe ser diferente de acuerdo con la clase social a la cual el estudiante debe ser relacionado.” Este foco elitista cambió rápidamente bajo la influencia de los Estados Unidos.
En los años 20, la educación panameña se suscribió a un sistema educativo progresivo, diseñado explícitamente para asistir al individuo capaz y talentoso en busca de movilidad social ascendente. Los gobiernos nacionales sucesivos dieron alta prioridad al desarrollo de un sistema de (por lo menos) la educación primaria universal; en los últimos 30 años, un cuarto del presupuesto nacional fue asignado a la educación. Entre 1920 y 1934, la matrícula de la escuela primaria se duplicó. El analfabetismo de adultos, más del 70 por ciento en 1923, cayó más o menos a la mitad de la población de adultos en apenas más de una década.

## Disparidad entre centros urbanos y áreas rurales
Para los comienzos de los años 50, el analfabetismo del adulto había caído al 28%, pero otras mejoras eran lentas por venir. Al cierre de los años 50 no hubo esencialmente ninguna mejora; el analfabetismo del adulto era 27% en 1960. Sin embargo, hubo aumentos notables en los años 60 y el índice de analfabetismo de adultos cayó 8 puntos del porcentaje de antes de 1970. Según las estimaciones de los años 1980, solamente 13 por ciento de los panameños de 10 años y más de edad eran analfabetas. Hombres y mujeres estaban aproximadamente igual entre los que sabían leer y escribir. La disparidad más notable estaba entre las áreas urbana y rural; 94% de los adultos de la ciudad con vivienda sabían leer y escribir, pero menos de dos tercios de estos en el campo eran analfabetas.  Una cifra que también representó un alto analfabetismo en crecimiento es la que se identificó entre la población indígena del país.
A partir de la década de los años 1950 y principios de los años 1980, las inscripciones educativas crecieron más rápidamente que el índice del crecimiento de la población total y, para la mayor parte de ese período, más rápidamente que la población en edad escolar. Los aumentos más elevados vinieron en las matrículas de educación secundaria y de educación superior, las cuales aumentaron diez y más de treinta veces, respectivamente. Para mediados de los años 1980, las tasas de la matrícula de la escuela primaria eran aproximadamente 113 por ciento de la población en edad escolar de primaria. Las matrículas masculinas y femeninas eran relativamente iguales, aunque había variaciones regionales significativas.

## Autenticación de diplomas extranjeros
Los certificados o diplomas expedidos por el centro educativo, ya sea público o privado deben ser registrados en el Ministerio de Educación. Para que este documento pueda surtir sus efectos fuera de este país, deberá ser autenticado por el director de Autenticación y
Legalización del Ministerio de Relaciones Exteriores. En el caso de tratarse de un estado miembro de la Convención de La Haya por el que se suprime el requisito de legalización de documentos públicos, el documento únicamente deberá ser autenticado por el Consulado de
Panamá.